# Избища (Драмско)
 Тази статия е за обезлюденото помашко село в Драмско, Гърция.  За селото в Ресенско, Република Македония вижте Избища (община Ресен).  
Избѝща (на гръцки: Αγριοκερασιά, Агрокерасия, катаревуса Αγριοκερασέα, Агрокерасеа, до 1927 година Ίζμιστα, Измиста) е обезлюдено село в Република Гърция, в историко-географската област Чеч, на територията на дем Неврокоп.

## География
Селото е разположено почти на самата граница с България на надморска височина от 700 m и отстои на около четири километра южно от Годешево по съществуващите черни пътища. На запад граничи с река Места и Ракищен, на юг с Витово, на изток с река Доспат, на север с Годешево.

## История

### Етимология
Според Йордан Н. Иванов името Избища е от изба, старобългарското истба и е свързано с географския ареал. Сравними са ресенското село Избища, сръбските Избица и Избице и чешкото Избице (Jizbice).

### Античност
Източно от селото в местността Градѝще или Циро̀паль има останки от стари зидове, останки от римска крепост, контролирала входа към Никополис ад Нестум от юг.

### В Османската империя
В съкратен регистър на тимари, зиамети и хасове в ливата Паша от 1519 година село Избища (Избище) е вписано както следва - мюсюлмани: 2 домакинства; немюсюлмани: 50 домакинства, неженени - 7, вдовици - 3. В подробен регистър на тимари, зиамети, хасове, чифлици, мюлкове и вакъфи в казите и нахиите по териториите на санджака Паша от 1524-1537 година от село Избища (Избище) са регистрирани мюсюлмани: 35, [до края на реда нечетлив текст]. В съкратен регистър на санджаците Паша, Кюстендил, Вълчитрън, Призрен, Аладжа хисар, Херск, Изворник и Босна от 1530 година са регистрирани броят на мюсюлманите и немюсюлманите в населените места. Регистрирано е и село Избища (Избище) с мюсюлмани: 5 домакинства; немюсюлмани: 67 домакинства, неженени - 12; вдовици - 4. В подробен регистър на санджака Паша от 1569-70 година е отразено данъкоплатното население на Избища както следва: мюсюлмани - 14 семейства и 10 неженени; немюсюлмани - 28 семейства, 24 неженени и 2 вдовици. В подробен регистър за събирането на данъка авариз от казата Неврокоп за 1723 година от село Избища (Избище) са зачислени 32 мюсюлмански домакинства, като 1 е на спахия на тимар и едно е на сеид (потомък на Мохамед от дъщеря му Фатима).
В XIX век Избища е мюсюлманско село в Неврокопска каза на Османската империя. В „Етнография на вилаетите Адрианопол, Монастир и Салоника“, издадена в Константинопол в 1878 година и отразяваща статистиката на населението от 1873 година, Избище (izbischté) е посочено като село с 68 домакинства и 190 жители помаци. Съгласно статистиката на Васил Кънчов („Македония. Етнография и статистика“) към 1900 година Избища е помашко селище. В него живеят 440 българи мохамедани в 60 къщи. Според Стефан Веркович към края на XIX век Избища има помашко мъжко население 214 души, което живее в 68 къщи.

### В Гърция
През Балканската война в 1912 година в селото влизат български войски. По данни на Българската екзархия, към края на 1912 и началото на 1913 година в Избища живеят 126 семейства или общо 584 души.
След Междусъюзническата война селото остава в Гърция. Според гръцката статистика, през 1913 година в Избища (Ίσμπιστα) живеят 650 души. През 1920 година в селото са преброени 584 жители.
В 1923 година Избища има 100 къщи с 580 души. В същата година селото жителите на селото са изселени в Турция по силата на Лозанския договор и на тяхно място са заселени 37 гръцки семейства със 126 души - бежанци от Турция. През 1927 година, името на селото е сменено от Избища (Ίζμιστα) на Агриокерасия (Αγριοκερασιά), което означава „вишна“. В 1928 година жителите на селото са 166, а през 1940 година - 160. Селото е отново обезлюдено в по време на Гражданската война в Гърция, след която не е обновено.
| Година    | 1913 | 1920 | 1928 | 1940 | 1951 | 1961 | 1971 | 1981 | 1991 | 2001 | 2011 | 2021 |
| --------- | ---- | ---- | ---- | ---- | ---- | ---- | ---- | ---- | ---- | ---- | ---- | ---- |
| Население | 650  | 584  | 166  | 160  |      |      |      |      |      |      |      |      |